# Ефект Мак-Гурка
Ефект Мак-Гурка або ефект Мак-Гурка-Мак-Дональда — феномен, що демонструє взаємодію між слухом та зором, під час сприйняття мови. Вперше описаний Гарі Мак-Гурком та Джоном Мак-Дональдом 1976 року. 
Ефект полягає у тому, що суперечлива аудіовізуальна мовна інформація сприймається людиною як щось середнє між тим, що вона насправді бачить і чує. Наприклад, піддослідні, яким демонстрували відеозапис із особою, що вимовляє звук «ґа», і фонограмою, в якій звучить «ба», повідомляли, що вони чують фонему «да». Коли піддослідні закривали очі і тільки слухали фонограму, вони точно розпізнавали склади. Більше того, коли вони бачили тільки рухи губ людини, що говорила, а фонограма була виключена, вони досить точно ідентифікували звуки, що вимовляються, як «ґа». Цей феномен свідчить про мультимодальність сприйняття мови.
Ефект Мак-Грука виявляється не тільки в англомовних осіб, а й в інших культурах, хоча інколи має менш виражений характер. Також він був продемнострований у немовлят. Ефект Мак-Гурка спостерігається навіть у тому випадку, коли звук і зображення не повністю синхронізовані, зміщення може становити до 180 мс. Не перешкоджає йому і нечіткість візуальної інформації. Проте цей феномен має певні обмеження: зокрема, він значно менш виражений у випадку, коли фонему вимовляє знайома піддослідному людина. Також ефект Мак-Гурка слабше проявляється із словами ніж із беззмістовними звуками.